# MEDICHI Workshop
Der MEDICHI Workshop ist eine mehrtägige internationale Tagung, die alle zwei Jahre in Klagenfurt an der Alpen-Adria-Universität stattfindet. Die Tagung beschäftigt sich mit der Geschichte der Informatik und wurde auf Initiative des Klagenfurter Informatikprofessors László Böszörményi im Jahr 2005 ins Leben gerufen. Die Abkürzung MEDICHI steht für „Methodic and Didactic Challenges of the History of Informatics“. Die Zielsetzung der Tagung ist es, die Geschichte der Informatik zu einem etablierten und anerkannten Fachgebiet innerhalb der Forschung und Lehre der Informatik zu machen. Die eingeladenen Informatiker und Historiker befassen sich in ihren Arbeiten mit den Methoden und der Didaktik der Informatikgeschichte. Im Rahmen der Tagung wird der Wolfgang von Kempelen Preis für Informatikgeschichte in den Kategorien Wissenschaft und Kunst vergeben.
Tagungssprache ist in der Regel Englisch, Vorträge und Arbeiten müssen ebenfalls in englischer Sprache eingereicht werden. Ein Programm-Komitee mit 21 Mitgliedern entscheidet über die Auswahl der Beiträge. 2007 gehörten dem Programmkomitee unter anderen Niklaus Wirth, Wilfried Brauer, Joseph Weizenbaum, Raúl Rojas und der Historiker Michael S. Mahoney (Princeton) an.
Unterstützt wird die Tagung durch die Österreichische Computer Gesellschaft (OCG), die Alpen-Adria-Universität Klagenfurt und die Österreichische Gesellschaft für Informatikgeschichte (ÖGIG).